# Christen-Democratische Partij (Nederland)
De Christen-Democratische Partij (CDP) was een Nederlandse politieke partij. De CDP werd in 1905 opgericht en is als een afsplitsing van de ARP te beschouwen. Voorman en initiatiefnemer was Andries Popke Staalman, die tussen 1894 en 1905 voor het district Den Helder antirevolutionair Tweede Kamerlid was. Staalman vond dat de ARP onder leiding van Abraham Kuyper te weinig een sociaal gezicht had en onvoldoende opkwam voor kiesrechtuitbreiding.

## Beginselen
Anders dan de ARP wees de CDP samenwerking met 'ongelovigen' niet af. Volgens de CDP werd het predicaat 'christelijk' gebruikt om een onchristelijke politiek te dekken. De partij pleitte voor invoering van kiesrecht voor gezinshoofden, verplichte verzekering tegen ziekte en invaliditeit, een vermogensbelasting met een sterk progressief karakter en een goede regeling van het arbeidscontract. Klassenstrijd en klassenbevoorrechting werden afgewezen.

## Voorman
Oprichter en voorman Andries Popke Staalman was een boekhandelaar en journalist uit Den Helder. Als Kamerlid zette hij zich erg in voor de rechten van militairen en onderofficieren, en van hun weduwen en wezen.

## Electoraat
Tussen 1905 en 1918 namen kandidaten van de CDP in enkele kiesdistricten zonder succes deel aan de verkiezingen. In 1917 was Staalman in Den Helder wel betrokken bij een herstemming, maar hij legde het daarin af tegen de vrijzinnig-democraat Oud.
In 1918 behaalde de CDP ruim 10.000 stemmen (0,8%), goed voor 1 zetel. De verkiezingen van 1922 en 1925 waren minder succesvol voor de partij, die daarna uiteen viel. Een deel keerde terug naar de ARP en een ander deel sloot zich aan bij de CDU.